# Перемышль (Калужская область)
Перемы́шль — село (бывший город) в России, административный центр Перемышльского района Калужской области.

## История
По мнению Татищева, город был построен в XII веке князем Юрием Долгоруким и назван в честь Галицкого Перемышля.

Перемышль в составе Тарусского княжества

Ранние упоминания Перемышля невозможно точно соотнести с Калужским Перемышлем, весьма вероятна путаница с Перемышлем Московским — так в 1328 году в духовной Иоанна Калиты, по которой Перемышль дан в удел его сыну Андрею, упомянут именно Московский, лежащий в центре земель Серпуховских; мнение о доле, которую имели в калужском Перемышле московские князья, малоосновательно.
Год основания Перемышля точно неизвестен, но находится очевидно ранее 1370-х годов, когда формируется Перемышльский удел Козельского княжества, переходящий от Москвы к Литве и обратно. Во всяком случае, в 1389 году он уже существовал. Первоначальный Перемышльский кремль был расположен на Старом городище у старицы Оки. Два раза Перемышль ненадолго подпадал под власть Великого княжества Литовского, прежде чем был окончательно включён в состав Русского государства в 1494 году. От потомков местных князей происходят княжеские семейства Воротынских и, вероятно, Горчаковых, первые из которых способствовали украшению своей вотчины храмами. В кремле был построен кирпичный Успенский собор, дошедший до наших дней в полуразрушенном состоянии. В 1596 году Борис Годунов укрепил Перемышль (1598).
В Смутное время Перемышль много потерпел от казаков и поляков. В 1610 году был опустошен Лжедмитрием II, а на следующий год занят отрядом под предводительством Сапеги. В 1615 году Перемышль был до основания сожжён Александром Лисовским, после чего новый кремль был отстроен севернее. Он простоял до начала XVIII века.
В 1708 году Перемышль приписан к Смоленской губернии, в 1719 году — к Калужской провинции Московской губернии.

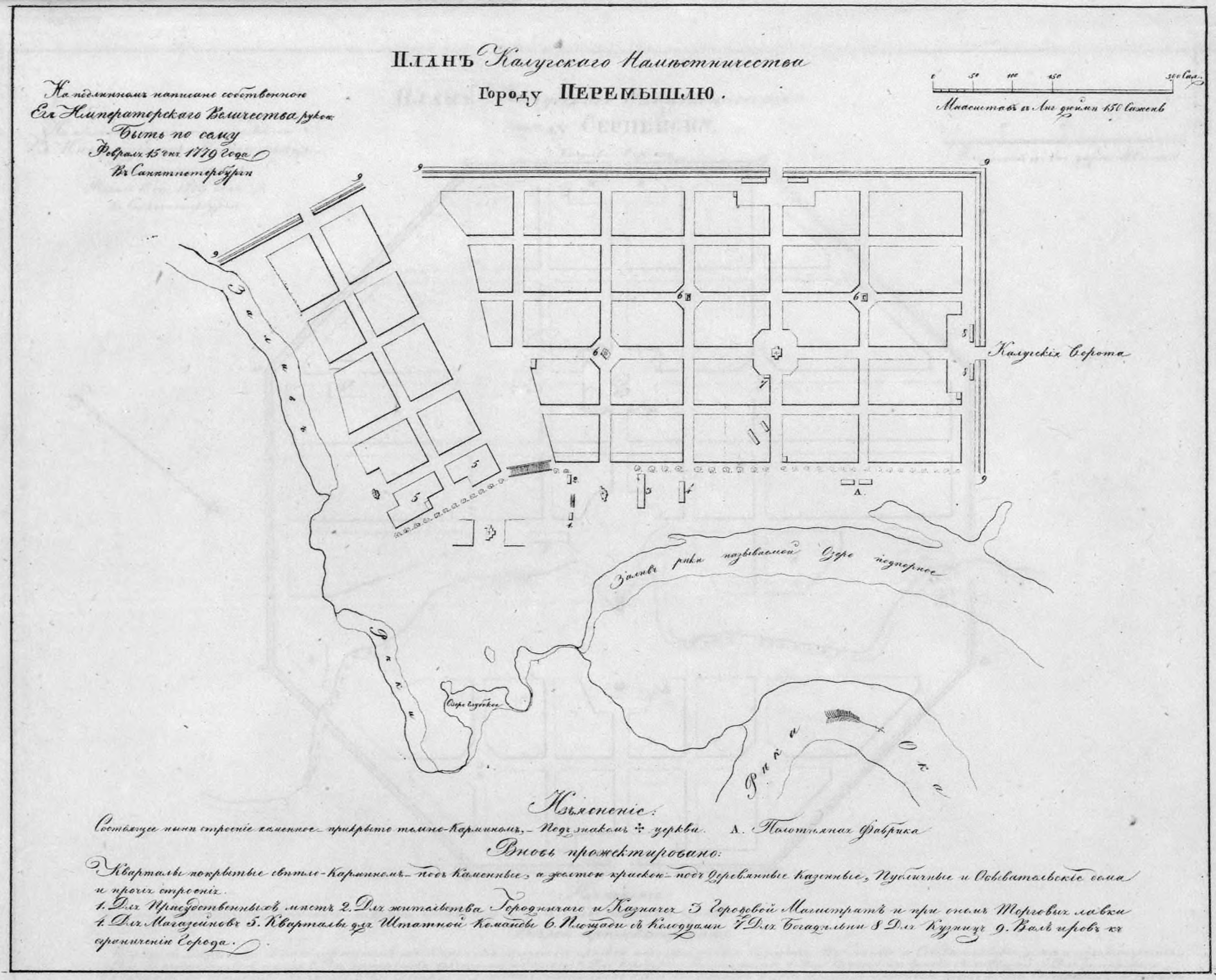
План Перемышля в Полном собрании законов Российской империи. 1839 год

В 1776 году Перемышль становится уездным городом Перемышльского уезда Калужского наместничества (с 1796 года — Калужской губернии). В том же году был окопан рвами длиной в 400 саженей. В 1779 году утверждены план застройки и герб города.
В 1925 году город был преобразован в сельское поселение.
С 1929 года Перемышль — центр Перемышльского района Калужского округа Московской области.
С 1944 года — в составе Калужской области.
Законом Калужской области от 29 мая 2009 года № 551-ОЗ, сельские поселения «Село Перемышль» и «Деревня Хохловка» были объединены в сельское поселение «Село Перемышль» с административным центром в селе Перемышль.

## Население
| 1785  | 1859  | 1868  | 1896  | 1913  | 1920  | 1926  |
| ----- | ----- | ----- | ----- | ----- | ----- | ----- |
| 1389  | ↗2929 | ↘2927 | ↘2103 | ↗3796 | ↘1788 | ↗1789 |
| 1939  | 1959  | 1970  | 1979  | 1989  | 2002  | 2010  |
| ↗2291 | ↗2419 | ↗2579 | ↗3067 | ↗3168 | ↗3235 | ↗3279 |
| 2021  |       |       |       |       |       |       |
| ↗3603 |       |       |       |       |       |       |

## Достопримечательности

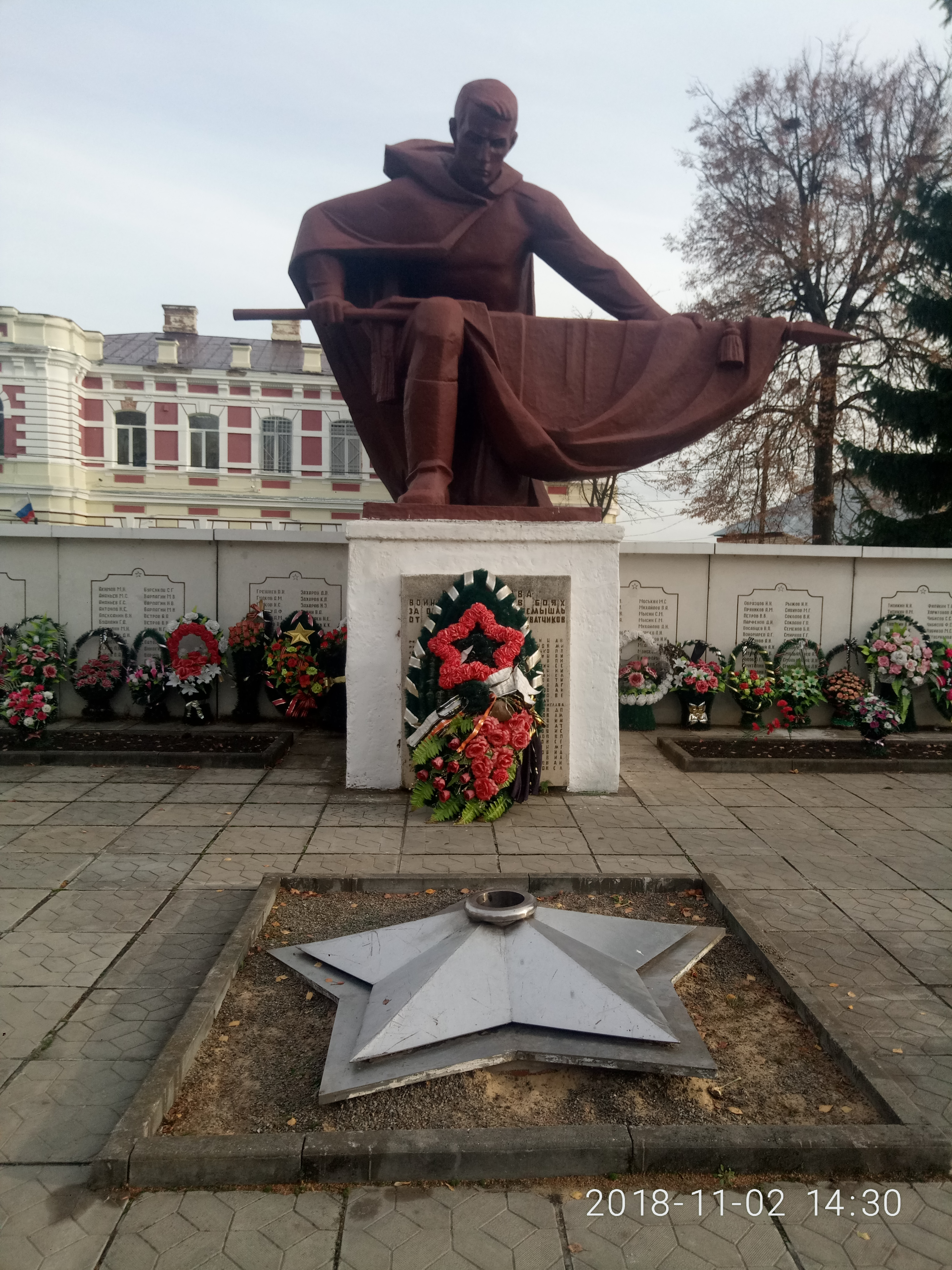
Мемориальный комплекс на Аллее Славы

- Один из древнейших памятников архитектуры Калужской области — Успенский собор, построенный в XVI веке в Перемышле[19][20]. Первоначально пятиглавый, в последующие века он утратил боковые главы и галереи, в 1784 году появилась колокольня, а в 1871 — трапезная. В конце XIX века М. Т. Преображенский выполнил обмеры собора и предложил проект реставрации[21]. В 1931 году был закрыт. В 1961 в нём находился колбасный цех. В 1972 году своды собора обрушились. В 1990—1992 годах был разработан проект его восстановления. В настоящее время собор находится в руинированном состоянии и остро нуждается в экстренных работах по его консервации[22].
- Тюремный замок, построенный в 1753 году по проекту архитектора П. Р. Никитина
- Мемориальный комплекс на Аллее Славы, на месте братской могилы 159 советских бойцов, похороненных в 1942 году. Первоначально на захоронении была установлена скульптура девушки-воина, держащей в руках венок. Современный вид мемориал получил после реконструкции в 1985 году, в честь 40-летия Победы в Великой Отечественной войне[23].
- Музей Белого аиста, расположенный в здании Воротынского лесничества национального парка «Угра».

## Люди, связанные с селом
- В селе Перемышль родился биолог Б. Г. Новиков.
- Во время жизни в Калуге К. Э. Циолковский неоднократно посещал Перемышль. Он добирался до города на велосипеде.
- Любимов Николай Михайлович — советский переводчик, главным образом с французского и испанского языков. Автор многотомных мемуаров. В Перемышле провёл свои детство и юность, в 1930 году окончил среднюю школу.
- В селе Перемышль родилась писательница и поэтесса И. А. Айрапетова[24].

## Галерея

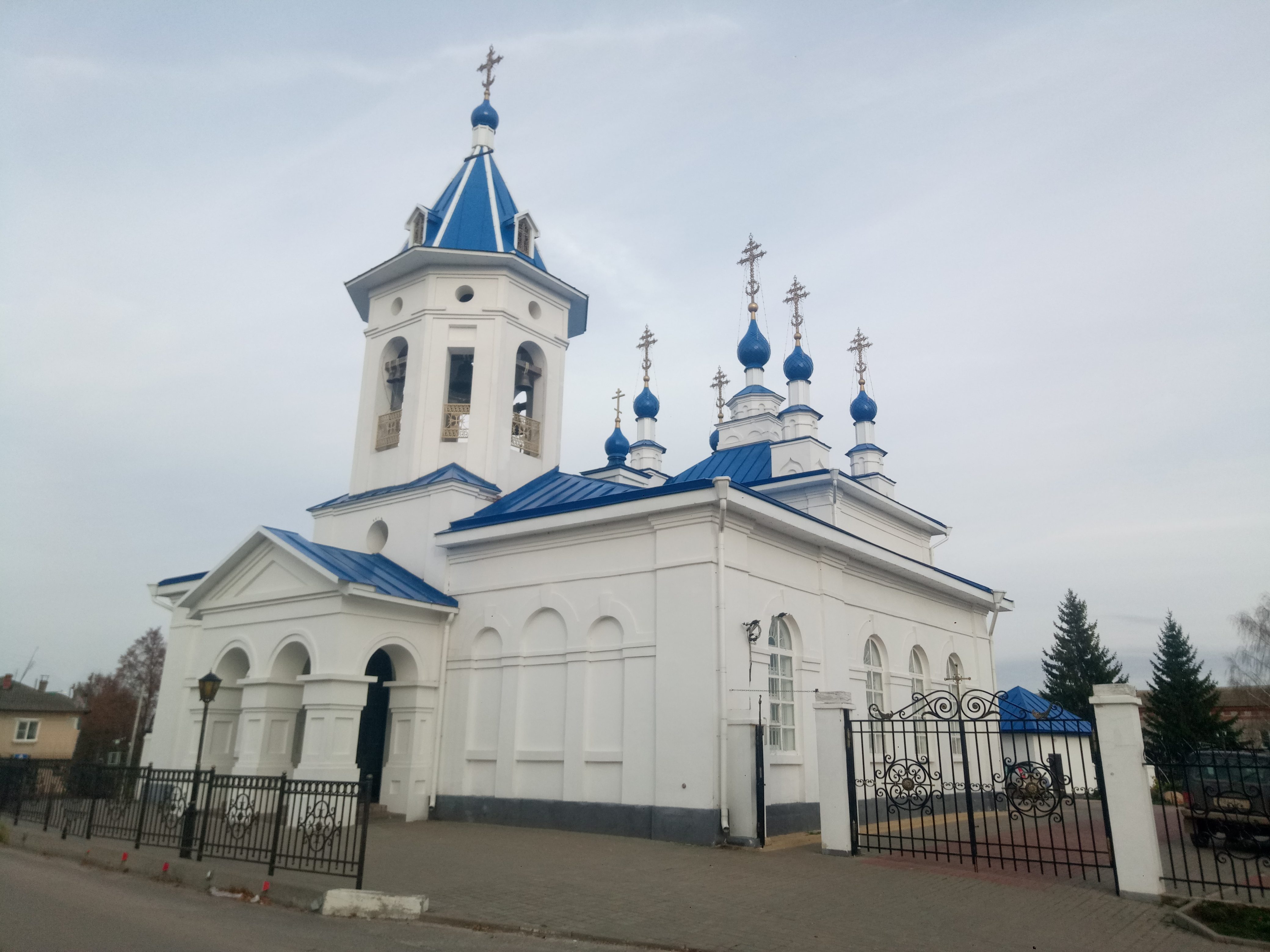
Храм в честь Рождества Пресвятой Богородицы
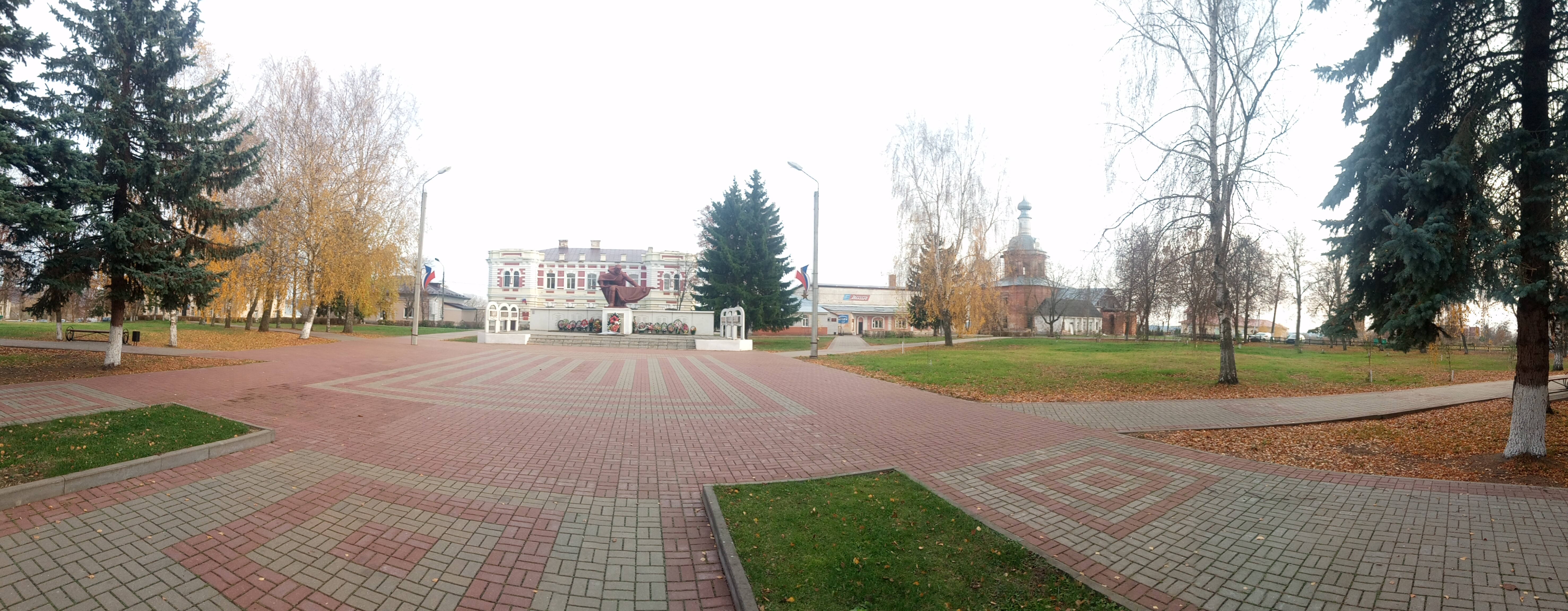
Мемориальный комплекс на Аллее Славы
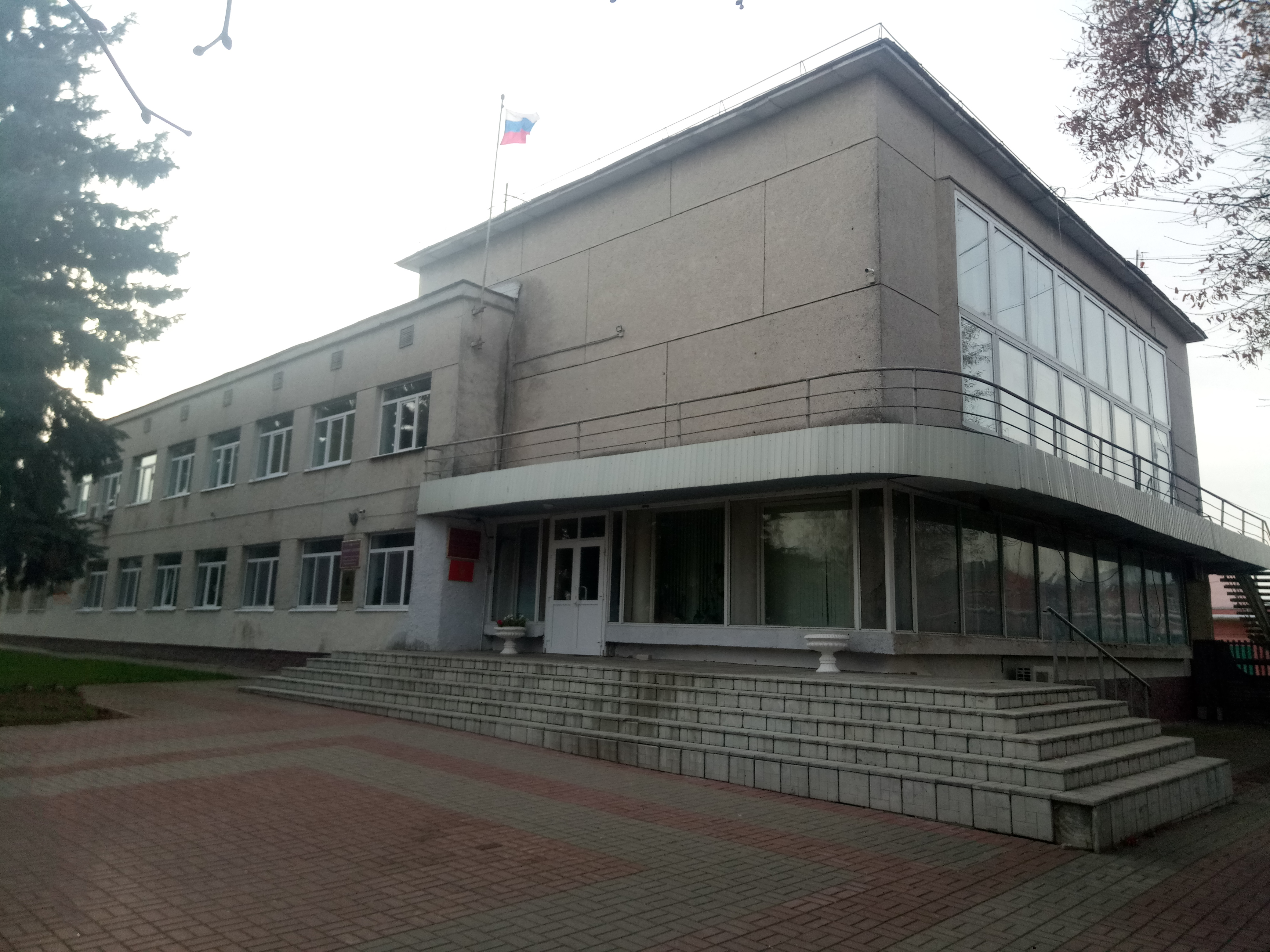
Здание районной администрации